# Grube Humboldt (Bergisch Gladbach)
Die Grube Humboldt ist eine ehemalige Metallerz- und Braunkohlegrube des Bensberger Erzreviers in Bergisch Gladbach. Das Gelände gehört zum Stadtteil Paffrath.

## Geschichte
Aufgrund eines Mutungsgesuchs vom 18. Juli 1851 erfolgte die Verleihung des Grubenfeldes am 11. September 1852 mit dem Namen Humboldt auf Galmei,  Blei, Blende, Schwefelkies, Eisen und Braunkohle. Bei der Untersuchung der Lagerstätte hatte man zunächst einige Schürfe und Bohrungen ausgeführt und dadurch eine 22 m tiefe Mulde mit meistens steilen Rändern vorgefunden. Sodann teufte man einen zwölf Meter tiefen Schacht ab und trieb nach mehreren Seiten Strecken vor. Wie der Abbau anschließend erfolgte, ist nicht bekannt.

## Lage und Relikte
Die Grube befand sich mitten im Bereich der Schmidt-Blegge-Straße zwischen der Handstraße und der Kolpingstraße. Alle Spuren des früheren Bergbaus sind durch Einebnen des Geländes und durch die spätere Bebauung verwischt worden.